# 乌尔 (葡萄牙)
乌尔是葡萄牙阿威罗区的一个堂区。总面积4.98平方公里，总人口2832人，人口密度568.7人/平方公里。